# Федерико Фелини
Федерѝко Фелѝни (на италиански: Federico Fellini) е италиански кинорежисьор и киносценарист, представител на неореализма в италианското кино. Роден е на 20 януари 1920 г. в Римини, Италия. Починал на 31 октомври 1993 г. в Рим, Италия. Негова съпруга е италианската актриса Джулиета Мазина.
Започва кариерата си като асистент на друг голям италиански кинорежисьор Роберто Роселини.
Едни от най-добрите му филми са: „Осем и половина“, „Сладък живот“, „Пътят“, „Амаркорд“.
През 1948 г. се снима заедно с Ана Маняни във филма „Любовта“. Няколко месеца преди смъртта си, през март 1993 г. получава „Оскар“ за цялостно творчество. Наградата му е връчена от Марчело Мастрояни и София Лорен.

## Биография

### Произход и младежки години
Федерико Фелини е роден на 20 януари 1920 година в Римини в семейство от средната класа. Баща му, Урбано Фелини (1894 – 1956), е роден в селско семейство в Гамбетола и през 1915 година отива в Рим, за да учи за пекар. Майката, Ида Барбиани (1896 – 1984), произлиза от буржоазно религиозно римско семейство на търговци и против волята на родителите си отива да живее с Урбано Фелини в Гамбетола. Двамата се женят през 1918 година, след което се установяват в Римини, където Урбано Фелини се занимава с търговия. Федерико Фелини има по-малък брат – Рикардо (1921 – 1991), който става режисьор на телевизионни документални филми, и по-малка сестра – Мария Мадалена (1929 – 2002).
През 1924 година Федерико Фелини тръгва на училище. Той е прилежен ученик, а в свободното си време рисува, прави представления с кукли. Често чете популярното по това време списание „Кориери деи пиколи“, публикуващо преводи на американски комикси, които по-късно оказват влияние върху филмите му. През 1926 година Фелини гледа първия си филм, „Maciste all’Inferno“ на Гуидо Бриньоне, който му прави силно впечатление.
През 1929 година Фелини постъпва в гимназията „Юлий Цезар“, където се сприятелява с Луиджи Бендзи, прототип на Тита от филма „Амаркорд“, който по-късно е известен адвокат в Римини. По това време става член на Националната организация „Балила“, казионната организация на фашисткия режим, в която трябва да членуват младежите до 18 години. През 1933 година с родителите си за пръв път посещава Рим.
През 1937 година Федерико Фелини отваря, заедно с художника Демос Бонини, ателие за портрети в Римини. По това време в местния вестник „Доменика дел Кориере“ е публикувана първата му хумористична статия. Той решава да се занимава с карикатура и писане на скечове и през 1938 година заминава за Флоренция, където публикува първата си карикатура в седмичника „420“. През юли същата година завършва средното си образование след поправителен изпит по военно обучение.
През септември 1939 година Фелини се записва да учи право в Римския университет, но не е сигурно дали изобщо е посещавал занятията. Той живее в семеен пансион, където се запознава с друг свой приятел, художника Риналдо Геленг. Непрекъснато нуждаещи се от пари, двамата заедно рисуват портрети на клиентите в ресторанти и кафета. За известно време Фелини работи и като репортер в ежедневниците „Пиколо“ и „Пополо ди Рома“, но бързо напуска, отегчен от съдебните репортажи.
Четири месеца след като публикува първата си статия в „Марк'Аурелио“, влиятелно двуседмично хумористично списание, Фелини става член на редакционния му съвет, постигайки успех с постоянна рубрика, озаглавена „Ще слушате ли каквото имам да ви кажа?“. Това събитие е определяно като „решаващ момент в живота на Фелини“. От 1939 до 1942 година той има постоянна работа в списанието и общува активно с писатели, автори на скечове и сценаристи, което му дава достъп до шоу бизнеса и киното. Сред неговите колеги в редакционния съвет на списанието са бъдещият режисьор Еторе Скола, сценаристът и теоретик на марксизма Чезаре Дзаватини и сценариста Бернардино Дзапони, с когото Фелини по-късно ще си сътрудничи често в своите филми.
През този период Фелини прави и интервюта за списанието „ЧинеМагадзино“, които също се оказват полезни за него. Той интервюира Алдо Фабридзи, най-популярният италиански вариететен изпълнител по това време, с когото установява добри лични отношения. След интервюто Фабридзи, който често изпълнява хумористични монолози, започва често да поръчва текстовете си на Фелини.

### Начало на работа в киното
През 1940 година майката на Федерико Фелини, брат му и сестра му също се установяват в Рим и четиримата живеят заедно. Фелини и Руджеро Макари, сътрудник на „Марк'Аурелио“, започват да пишат скечове за радиото и киното. Преди да навърши двадесет години, с помощта на Фабридзи, Фелини е включен в екранните надписи като автор на скечовете във филма на Марио Матоли „Пиратът съм аз!“ („Il pirata sono io!“).
Фелини напредва бързо и взима участие в множество филми на киностудиото Чинечита, като в кръга на професионалните му контакти влизат писателят Виталиано Бранкати и сценариста Риепо Телини. В навечерието на влизането на Италия във войната през юни 1940 година Фелини открива книгите на Франц Кафка, Николай Гогол, Джон Стайнбек и Уилям Фокнър, както и френските филми на Марсел Карне, Рьоне Клер и Жюлиан Дювивие. През 1941 година той публикува „Моят приятел Паскуалино“ („Il mio amico Pasqualino“), книжка от 74 страници, която в 10 глави описва абсурдните приключения на Паскуалино, alter ego на автора.
Докато пише за радиото и се опитва да избегне мобилизацията, през есента на 1942 година Фелини се запознава с бъдещата си съпруга Джулиета Мазина. Тя изпълнява ролята на Палина в радиопиесата на Фелини „Чико и Палина“ и е известна също с участията си в предавани по радиото музикални комедии, популярно развлечение в годините на войната.
През ноември 1942 година Фелини е изпратен в окупираната от италианците Либия, за да подготви сценария на „Рицари на пустинята“ („I cavalieri del deserto“), филм, режисиран от Освалдо Валенти и Джино Таламо. Той е доволен от назначението, тъй като то му дава възможност за пореден път да отсрочи повиквателната си заповед от армията. Отоговорен за спешните промени в сценария, той също режисира първите сцени от филма. Когато британците обсаждат Триполи, Фелини и колегите му успяват да напуснат града с германски военен самолет. Той посвещава на африканското си приключение специална статия в „Марк'Аурелио“.
След като при бомбардировка на Болоня медицинското досие на Фелини е унищожено, армията престава да го търси за мобилизация, но заедно с Джулиета Мазани той се укрива в апартамента на нейна леля до падането на Бенито Мусолини на 25 юли 1943 година. На 30 октомври същата година двамата се женят. Няколко месеца по-късно, след като пада по стълбите, Мазина помята. На 22 март 1944 година тя ражда син, Пиерфедерико, но три седмици по-късно детето умира от енцефалит. Тази семейна трагедия оказва трайно емоционално въздействие върху двамата и се отразява на бъдещата им работа.
След като американските и британски войски завземат Рим през юни 1944 година, Федерико Фелини и Енрико Де Сета отварят ателие и преживяват следвоенната рецесия, рисувайки карикатури за американските войници. В магазина си Фелини се среща с Роберто Роселини, който подготвя филма си „Рим - открит град“ („Roma, città aperta“) и го кани да участва в сценария със скечове и диалог. Наясно с връзката на Фелини с Алдо Фабридзи, Роселини иска от него да се опита да убеди Фабридзи да изиграе ролята на отец Джузепе Морозини, реален италиански свещеник, екзекутиран от германците. През 1947 година Фелини, заедно със Серджо Амидеи, е номиниран за Оскар за работата си по сценария на „Рим – открит град“.
През 1946 година Фелини работи като сценарист и асистент-режисьор на филма на Роселини „Пайза“ („Paisà“), който го оставя да заснеме сицилианските сцени. През февруари 1948 година се запознава с Марчело Мастрояни, по това време начинаещ театрален актьор, участващ в пиеса, заедно с Джулиета Мазина. Фелини установява добри работни взаимоотношения с режисьора Алберто Латуада и става съавтор на сценариите за филмите му „Без жалост“ („Senza pietà“) и „Мелницата на По“ („Il mulino del Po“). Отново работи с Роселини в антологичния филм „Любовта“ („L'Amore“) – той е съавтор на сценария на един от двата сегмента на филма, в който играе и главната роля в партньорство с Ана Маняни.

## Филмография

### Режисьор
| Година | Филм                        | Оригинално заглавие             | Бележки                                    |
| ------ | --------------------------- | ------------------------------- | ------------------------------------------ |
| 1950   | Светлините на вариетето     | Luci del varietà                | ко-режисьор с Алберто Латуада              |
| 1952   | Белият шейх                 | Lo sceicco bianco               |                                            |
| 1953   | Мамините синчета            | I Vitelloni                     |                                            |
| 1953   | Любовта в града             | L'amore in città                | сегмент – Un'agenzia matrimoniale          |
| 1954   | Пътят                       | La Strada                       |                                            |
| 1955   | Измамата                    | Il bidone                       |                                            |
| 1957   | Нощите на Кабирия           | Le notti di Cabiria             |                                            |
| 1960   | Сладък живот                | La Dolce Vita                   |                                            |
| 1962   | Бокачо '70                  | Boccaccio '70                   | сегмент – Le tentazioni del Dottor Antonio |
| 1963   | 8½                          | 8½                              |                                            |
| 1965   | Жулиета на духовете         | Giulietta degli spiriti         |                                            |
| 1968   | Духовете на мъртвите        | Histoires extraordinaires       | сегмент – Toby Dammit                      |
| 1969   | Сатирикон                   | Fellini Satyricon               |                                            |
| 1972   | Рим                         | Roma                            |                                            |
| 1973   | Амаркорд                    | Amarcord                        |                                            |
| 1976   | Казанова на Федерико Фелини | Il Casanova di Federico Fellini |                                            |
| 1978   | Репетиция на оркестър       | Prova d'orchestra               |                                            |
| 1980   | Градът на жените            | La città delle donne            |                                            |
| 1983   | И кораба плава              | E la nave va                    |                                            |
| 1986   | Джинджър и Фред             | Ginger e Fred                   |                                            |
| 1987   | Интервюто                   | Intervista                      |                                            |
| 1990   | Гласът на Луната            | La voce della luna              |                                            |